# Historique des versions d'Android

Évolution de la distribution des versions d'Android depuis décembre 2009

L’historique des versions d’Android a débuté avec la sortie de la première version (Android 1.0) en septembre 2008. Android est un système d’exploitation mobile développé par Google. Android a connu plusieurs mises à jour depuis sa première version. Ces mises à jour servent généralement à corriger des bugs, à améliorer l'aspect graphique ou encore à ajouter de nouvelles fonctionnalités. Dans l’ensemble, chaque version est développée sous un nom de code basé sur des desserts. Ces noms de codes suivent une logique alphabétique (A, B, C...).

## Pré-versions

### Alpha
Il y avait au sein de l'Open handset alliance au moins deux versions internes avant la bêta Android publiée en novembre 2007. La seconde version avait pour nom de code R2 D2. Les premières versions de Bugdroid, la mascotte d'Android, ont été dessinées par Dan Morrill ; la version définitive a été conçue par Irina Blok. Ryan Gibson conçut le système de dénomination commerciale à base de nom de confiseries dont la première application a été la version 1.5 « Cupcake » en avril 2009.

### Bêta
La première version Bêta a été publiée le 5 novembre 2007,, tandis que le kit de développement logiciel (SDK) a été publié le 12 novembre 2007. La date du 5 novembre est couramment célébrée comme la date anniversaire d'Android. Les versions bêta publiques du SDK ont été publiées dans l'ordre suivant :
- 16 novembre 2007 : m3-rc22a[7] ;
- 14 décembre 2007 : m3-rc37a[8] ;
- 13 février 2008 : m5-RC14[9] ;
- 3 mars 2008 : m5-RC15[10] ;
- 18 août 2008 : 0.9[11] ;
- 23 septembre 2008 : 1.0-r1[12]

## Versions officielles

### Android 1.0
Android 1.0 est la première version commerciale du système parue en septembre 2008 sur le HTC Dream avec les caractéristiques suivantes :
| Version | API | Date de sortie    | Caractéristiques |
| ------- | --- | ----------------- | --- |
| 1.0     | 1   | 23 septembre 2008 | - Téléchargement et mises à jour des applications via Android Market - Navigateur supportant les sites web en HTML et XHTML - Support de l’appareil photo - Support des dossiers d’applications - Accès aux serveurs e-mail POP3, IMAP4 et SMTP - Synchronisation de Gmail, Contacts et Google Agenda avec leurs applications dédiées - Google Maps avec Latitude et Street View pour utiliser le service de cartographie de Google, de recherche d’adresses et pour utiliser son téléphone comme un GPS - Synchronisation des contacts, mails et agenda - Recherche sur internet avec le moteur de recherche Google - Service de messagerie instantanée avec Google Talk - Envoi de SMS et de MMS - Lecteur multimédia pour lire ses fichiers audio et vidéo - Notifications dans la barre de statut, possibilité de personnaliser les sonneries, le vibreur et la LED - Synthèse vocale pour chercher un numéro - Possibilité de personnaliser le fond d’écran - Application YouTube - Autres applications incluses: alarme, calculatrice, menu d’appel, écran d’accueil, galerie photo et menu paramètres - Support du Wi-Fi et du Bluetooth |

### Android 1.1
Mise en ligne en février 2009 pour le HTC Dream, corrige quelques bugs, et apporte de légers changements.
| Version | API | Date de sortie | Caractéristiques |
| ------- | --- | -------------- | --- |
| 1.1     | 2   | 9 février 2009 | - Résolution de plusieurs problèmes - Changements des API - Avis et détails ajoutés à Maps - Délai d’arrêt de l’écran plus long lors de l’utilisation du haut-parleur - "Afficher" & "Cacher" le pavé numérique, inclus dans le menu d’appel - Support pour sauvegarder les fichiers attachés aux MMS - Support des marquee dans les layouts |

### Android 1.5 Cupcake

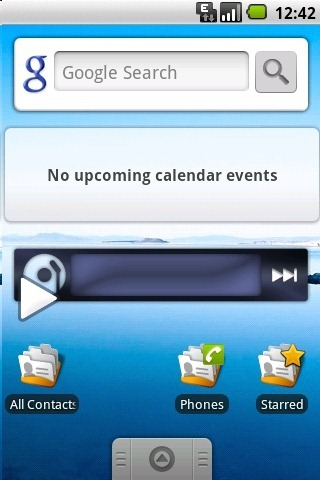
Écran d’accueil d’Android 1.5

Le 30 avril 2009, la mise à jour Android 1.5 (Cupcake), basée sur le noyau Linux 2.6.27, est publiée,. Il y a eu plusieurs nouvelles fonctionnalités et mises à jour de l’interface graphique dans la 1.5. La mise à jour comprend :
| Version | API | Date de sortie | Caractéristiques |
| ------- | --- | -------------- | --- |
| 1.5     | 3   | 30 avril 2009  | - Support pour les claviers virtuels en trois parties avec prédiction des mots et dictionnaire personnalisé - Support pour les Widgets, qui permettent d’accéder rapidement à certaines informations de l’application à laquelle ils sont rattachés - Enregistrement vidéo dans les formats MPEG-4 et 3GP - Support du Bluetooth A2DP et AVRCP - Ajout de la fonction copier/coller dans le navigateur - Ajout de photos pour les contacts enregistrés comme favoris - Ajout de la date et de l’heure dans le menu d’appel, et ajout d’un accès rapide aux contacts depuis ce même menu - Animations lors d’un changement d’écran - Ajout d’une option de rotation automatique - Ajout de l’actuelle animation de démarrage - Envoi de vidéos vers YouTube et Picasa |

### Android 1.6 Donut

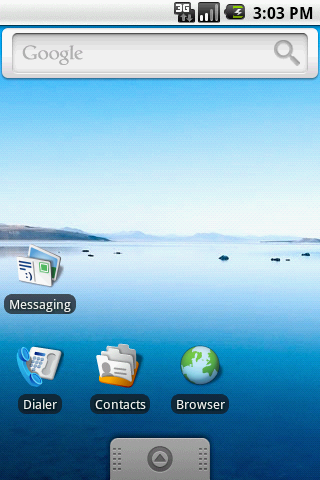
Écran d’accueil d’Android 1.6

Le 15 septembre 2009, le SDK pour Android 1.6 (Donut), basé sur le noyau Linux 2.6.29 est publié,. La mise à jour comprend :
| Version | API | Date de sortie    | Caractéristiques |
| ------- | --- | ----------------- | --- |
| 1.6     | 4   | 15 septembre 2009 | - Mise à jour de la recherche, autorisant la recherche dans les favoris, l’historique, les contacts, et Internet depuis l’écran d’accueil - Mise à jour de la recherche vocale, plus rapide et une meilleure intégration avec les applications natives, incluant la possibilité d’appeler ses contacts et support de plusieurs langues supplémentaires - Possibilité pour les développeurs d’intégrer leurs contenus dans les résultats de recherche - Interface de l’Android Market améliorée - Interface native pour l’appareil photo, la caméra et la galerie - Galerie : autorise les utilisateurs à sélectionner plusieurs photos pour suppression - Mise à jour du support pour CDMA/EVDO, 802.1x, VPNs, et une synthèse vocale - Support des écrans avec une résolution WVGA - Amélioration de la rapidité dans la recherche et les applications utilisant la caméra - Framework de reconnaissance de Gestes et outil de développement GestureBuilder - Google Navigation (GPS Gratuit) |

### Android 2.0 Eclair

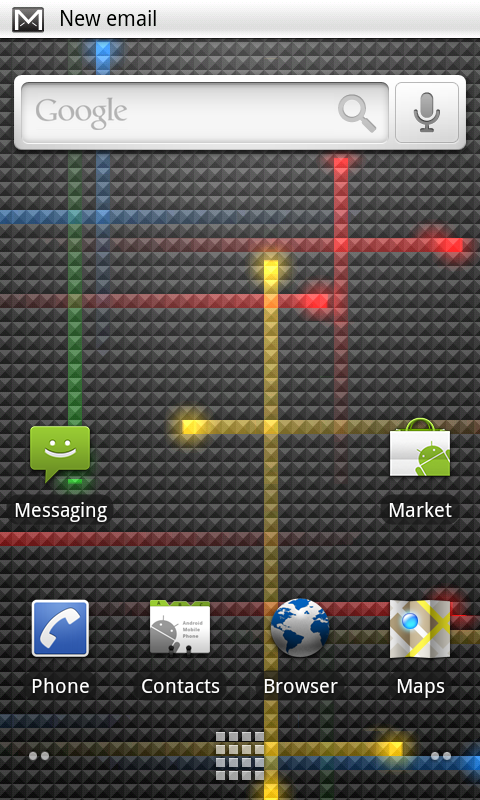
Écran d’accueil d’Android 2.1

Le 26 octobre 2009, le SDK pour Android 2.0 (Éclair), basé sur le noyau Linux 2.6.29, le même noyau que Donut, est publié. La mise à jour comprend :
| Version | API | Date de sortie  | Caractéristiques |
| ------- | --- | --------------- | --- |
| 2.0     | 5   | 26 octobre 2009 | - Vitesse hardware optimisée - Support de plus de taille d’écran et résolutions - Réorganisation de l’UI - Nouvelle interface du navigateur et support de l’HTML5 - Nouvelle liste de contact - Meilleur contraste pour les arrière-plans - Amélioration de Google Maps 3.1.2 - Support de Microsoft Exchange Server par Exchange ActiveSync 2.5 - Support de nouvelles fonctions pour l’appareil photo : flash, zoom digital, balance de blancs, effets de couleurs et focus macro - Classe MotionEvent améliorée pour une meilleure gestion des évènements multipoints - Amélioration du clavier virtuel - Bluetooth 2.1 - Fonds d’écran animés |
| 2.0.1   | 6   | 3 décembre 2009 | - Changements mineurs d’API, correction de bugs et changement dans le comportement du Framework |
| 2.1     | 7   | 12 janvier 2010 | - Changements mineurs dans les APIs et corrections de bugs |

### Android 2.2 Froyo

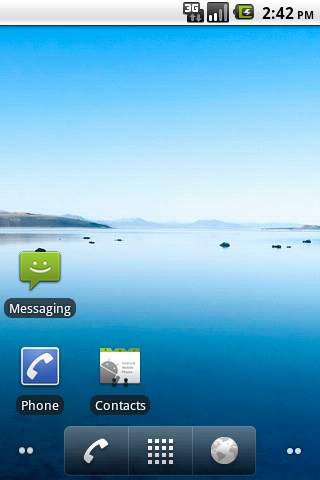
Écran d’accueil d’Android 2.2

Le 20 mai 2010, le SDK pour Android 2.2 (Froyo), basé sur le noyau Linux 2.6.32, est publié. La mise à jour comprend :
| Version | API | Date de sortie   | Caractéristiques |
| ------- | --- | ---------------- | --- |
| 2.2     | 8   | 20 mai 2010      | - Optimisations générales de la vitesse, de la mémoire et des performances d’Android OS - Amélioration additionnelle de la vitesse des applications grâce à l’implémentation JIT - Intégration du moteur JavaScript V8 de Chrome dans le navigateur - Support de Microsoft Exchange amélioré - Lanceur d’application amélioré avec raccourcis vers les applications du téléphone et du navigateur - Hotspot Wi-Fi et USB Tethering - Possibilité de désactiver l’accès aux données sur réseau mobile - Amélioration de l’Android Market avec mise à jour automatique et regroupement des applications (le changement de nom en Google Play ne s’effectue qu’à partir de cette version) - Changement rapide des langues du clavier - Numérotation vocale et partage des contacts via Bluetooth - Support des mots de passe numériques et alphanumériques - Support de l’upload de fichiers dans le navigateur - Support de l’installation d’applications sur la mémoire extensible - Support d’Adobe Flash Player 10.1 - Support des écrans à haute densité de pixels (320 dpi) - Possibilité de zoomer une photo dans la galerie avec un geste de pincement de deux doigts |
| 2.2.1   | 8   | 18 janvier 2011  | - Corrections de bugs, mises à jour de sécurité et amélioration des performances |
| 2.2.2   | 8   | 22 janvier 2011  | - Corrections de bugs mineurs, dont un bug des SMS sur le nexus One |
| 2.2.3   | 8   | 21 novembre 2011 | - Ajout de deux patchs de sécurité |

### Android 2.3 Gingerbread

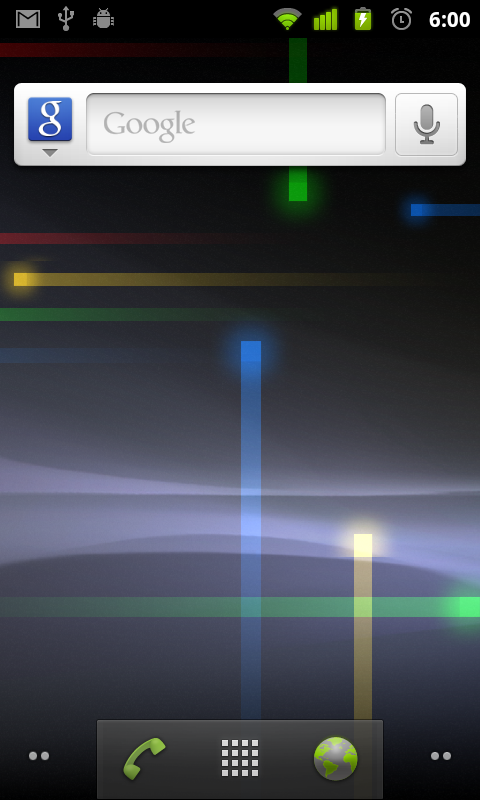
Écran d’accueil d’Android 2.3

Le 6 décembre 2010, le SDK pour Android 2.3 (Gingerbread), basé sur le noyau Linux 2.6.35, est publié. La mise à jour comprend :
| Version | API | Date de sortie    | Caractéristiques |
| ------- | --- | ----------------- | --- |
| 2.3     | 9   | 6 décembre 2010   | - Interface utilisateur mise à jour - Support des grands écrans à résolutions extra-larges (WXGA et plus) - Support de la VoIP et SIP - Support des formats vidéo WebM/VP8, et l’encodage audio AAC - Nouveaux effets audio tels que la réverbération, l’égalisation, la virtualisation du casque audio et accentuation des graves - Support du NFC - Amélioration de la fonction copier/coller et sélection du texte - Refonte du clavier virtuel (multi-touch) et de l’autocomplétion - Support du développement en code natif amélioré - Améliorations audio, graphiques et des commandes pour le développement des jeux - Garbage collector pour de meilleures performances - Support de nouveaux capteurs (comme le gyroscope et le baromètre) - Ajout d’un gestionnaire de téléchargement - Amélioration de la gestion de l’alimentation et du contrôle des applications - Support natif de plusieurs caméras (dont frontale) - Passage au système de fichiers ext4 |
| 2.3.3   | 10  | 9 février 2011    | - Améliorations et corrections des APIs |
| 2.3.4   | 10  | 28 avril 2011     | - Support du chat vocal et vidéo sur Google Talk |
| 2.3.5   | 10  | 25 juillet 2011   | - Amélioration du système - Amélioration des performances de réseau sur la version 4G du Nexus S - Correction du bug du Bluetooth sur le Samsung Galaxy S - Amélioration de Gmail - Amélioration de l’autonomie - Amélioration de la caméra |
| 2.3.6   | 10  | 2 septembre 2011  | - Correction d’un bug de la recherche vocale |
| 2.3.7   | 10  | 21 septembre 2011 | - Support de Google Wallet pour le Nexus S en version 4G |

### Android 3.0 Honeycomb

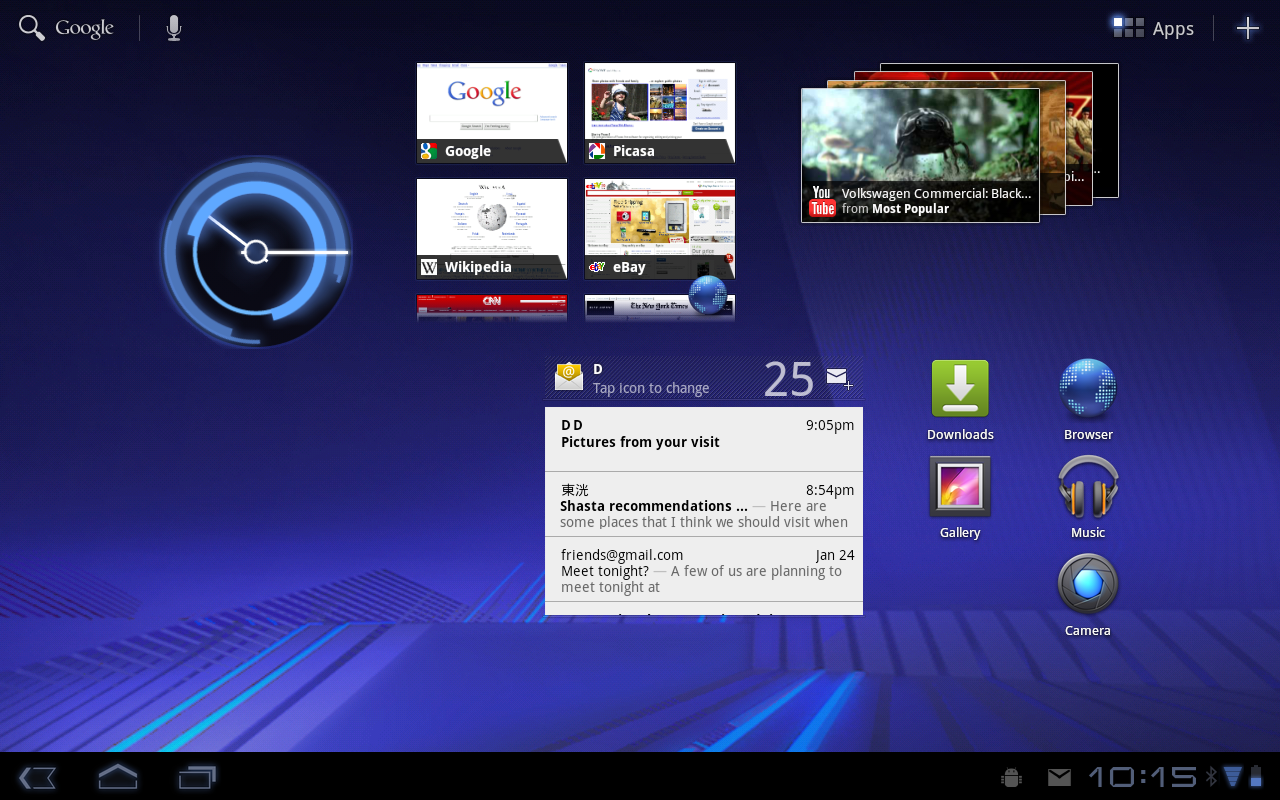
Écran d’accueil d’Android 3.0

Le 22 février 2011, le SDK pour Android 3.0 (Honeycomb), basé sur le noyau Linux 2.6.36, est publié. Réservé aux tablettes tactiles, cette mise à jour comprend de nombreux changements dans l’interface :
| Version | API | Date de sortie    | Caractéristiques |
| ------- | --- | ----------------- | --- |
| 3.0     | 11  | 22 février 2011   | - Interface entièrement retravaillée et optimisée pour les tablettes tactiles - Ajout de la barre système en bas de l’écran qui regroupe l’heure, les notifications et les boutons de navigations - Ajout de la barre d’actions en haut de l’écran qui regroupe la barre de recherche, l’accès au menu paramètre et le menu d’applications - Bureau tridimensionnel avec widgets améliorés - Multitâche, clavier virtuel, fonction copier/coller, menus paramètres, contacts et Emails revus - Améliorations du navigateur comprenant la navigation par onglets, le remplissage automatique des formulaires, la synchronisation des favoris avec Google Chrome, et un mode de navigation privé - Support du chat vidéo via Google Talk - Accélération matérielle - Support des processeurs multi-cœur - Amélioration de la caméra - Amélioration de la galerie avec possibilité de consulter un album en plein-écran - Possibilité de chiffrer les données de l’utilisateur                 |
| 3.1     | 12  | 10 mai 2011       | - Retouches de l’interface - La possibilité de créer des Widgets pour le bureau qui pourront être redimensionnés par l’utilisateur - De nouvelles APi pour prendre en compte des périphériques USB par les terminaux Android (2.3.4 via une bibliothèque et intégré depuis 3.1) pour permettre de développer par exemple une application permettant de transformer une tablette en télécommande universelle grâce à un émetteur Infrarouge USB, support des manettes Wiimote et Dualshock 3, support de clavier et souris USB - USB Host & Accessories Developer Kit - La possibilité de récupérer directement à travers les applications les informations du compte SIP de l’utilisateur - La lecture des fichiers vidéo est maintenant prise en charge par le navigateur - Agrandissement de la liste d’applications récentes - Support des proxys HTTP pour les points d’accès Wi-Fi - Possibilité de couper automatiquement le Wi-Fi quand l’écran est éteint - Support du format FLAC, |
| 3.2     | 13  | 15 juillet 2011   | - Amélioration du support hardware, incluant des optimisations pour certaines tablettes - Augmentation pour les applications de la possibilité d’accéder aux fichiers de la carte SD - Compatibilité pour les applications non-optimisées pour les résolutions d’écran des tablettes tactiles - Nouvelles fonctions de support d’affichage pour les développeurs afin de mieux contrôler l’apparence sur les différents appareils - Support des tablettes tactiles de 7 pouces - Support des processeurs Qualcomm |
| 3.2.1   | 13  | 30 août 2011      | - Corrections de bugs et améliorations du Wi-Fi, de la sécurité et de la stabilité - Mise à jour d’Android Market avec mises à jour automatiques et amélioration de la lecture des termes et des conditions - Mise à jour de Google Books - Amélioration du support d’Adobe Flash Player dans le navigateur - Amélioration de la prédiction lors de la saisie manuscrite du chinois |
| 3.2.2   | 13  | 20 septembre 2011 | - Corrections de bugs et améliorations mineurs pour la Motorola Xoom 4G |
| 3.2.4   | 13  | décembre 2011     | - Support de "Pay as you go" pour les tablettes 3G et 4G |
| 3.2.6   | 13  | février 2012      | - Correction de la connectivité internet quand le mode avion est désactivé sur la version américaine de la Xoom 4G |

### Android 4.0 Ice Cream Sandwich

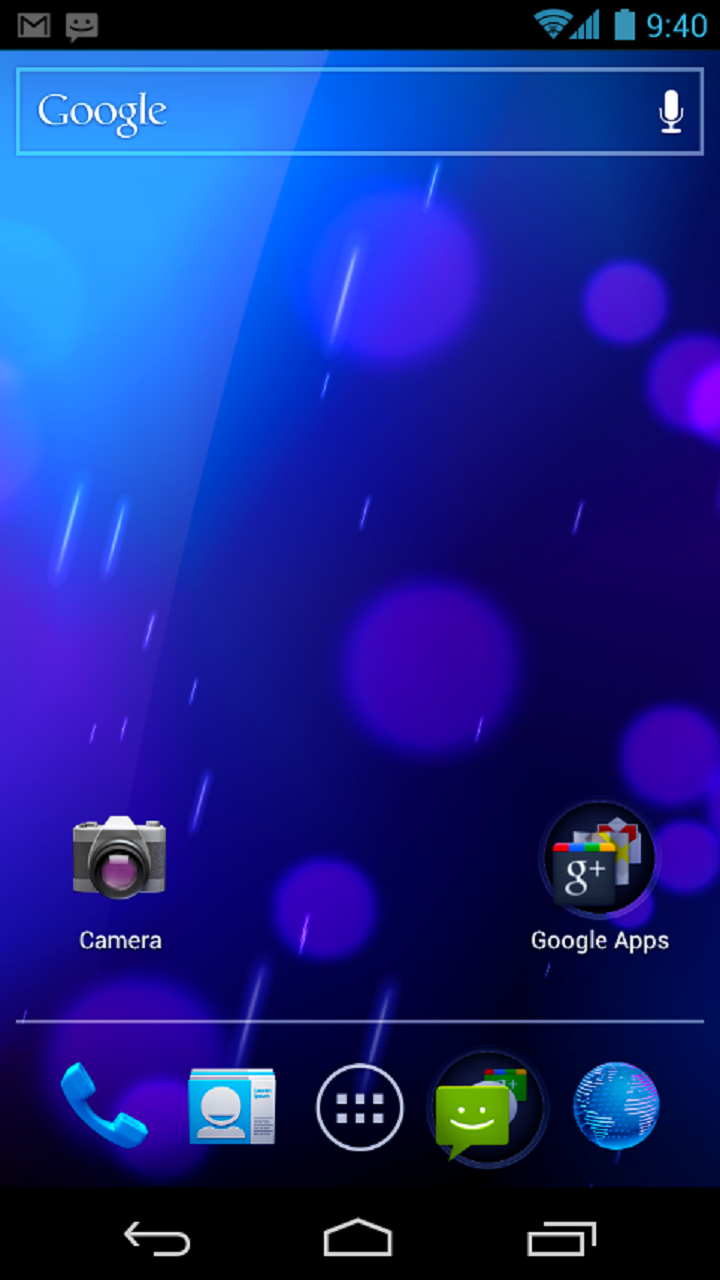
Écran d’accueil d’Android 4

Le 19 octobre 2011, le SDK pour Android 4.0 (Ice Cream Sandwich), basé sur le noyau Linux 3.0.1, est publié. Cette nouvelle version unifiée pour smartphones et tablettes tactiles apporte de nombreux changements :
| Version | API | Date de sortie   | Caractéristiques |
| ------- | --- | ---------------- | --- |
| 4.0.1   | 14  | 19 octobre 2011  | - Boutons virtuels intégrés à l’interface, en remplacement des boutons physiques, ces derniers peuvent être maintenus selon les choix du constructeur - Ajouts des widgets depuis un nouveau menu similaire à celui des applications - Création plus facile des dossiers - Un nouveau launcher personnalisable - Amélioration de la messagerie visuelle - Ajout du pinch-to-zoom dans le calendrier - Capture d’écran native - Amélioration du correcteur orthographique du clavier - Possibilité d’accéder à certaines applications depuis l’écran de déverrouillage - Amélioration du copier/coller - Meilleure intégration de Google Voice - Déverrouillage par reconnaissance faciale, si appareil équipé d’une caméra frontale - Nouveau navigateur avec navigation par onglets (16 au maximum) - Synchronisation des favoris avec Google Chrome - Nouvelle police d’écriture, baptisée Roboto - Possibilité de consulter sa consommation internet depuis le menu paramètres, avec la possibilité de couper la connexion si la limite du forfait est dépassée - Application photo améliorée sans délai de l’obturateur, temps du retardateur réglable, mode panorama et possibilité de zoomer durant un enregistrement vidéo - Ajout d’un éditeur de photos - Nouvelle galerie, avec classement par personne et localisation - Refonte de l’application "Contacts" avec une meilleure intégration des réseaux sociaux - Ajout d’Android Beam, une application permettant l’échange d’informations (favoris, contacts, YouTube, vidéos …) par NFC (si appareil équipé de puce NFC) - Support du format d’image WebP - Accélération matérielle de l’interface - Wifi direct - Enregistrement vidéo en 1080p |
| 4.0.2   | 14  | 28 novembre 2011 | - Corrections de bugs sur les Galaxy Nexus vendus par l’opérateur américain Verizon - Cette mise à jour a causé un bug au Canada qui provoque une fermeture forcée du market lors de l’accès aux détails d’une application et un problème de réductions de capacités de la puce NFC du Galaxy Nexus, |
| 4.0.3   | 15  | 16 décembre 2011 | - Nombreuses corrections de bugs et d’optimisations - Améliorations de certaines fonctionnalités dont le Bluetooth - Nouvelles APIs pour les développeurs - Amélioration du calendrier - Amélioration de l’accessibilité pour les lecteurs d’écrans - Diverses modifications de l’interface de l’appareil photo |
| 4.0.4   | 15  | 29 mars 2012     | - Amélioration de la fluidité du système - Correction d’un bug dans les statistiques batterie - Nouveau menu Power - Optimisation du temps de démarrage - Amélioration de la fonction luminosité automatique, avec une transition plus fluide - Maintenir le bouton caméra refait la mise au point - Amélioration des performances du navigateur - Accélération de l’ouverture du menu applications récentes - Augmentation du volume - Mise à jour de l’interface de l’application News & Weather (Actualités et Météo) - Amélioration des contrôles rapides dans le navigateur |

### Android 4.1 Jelly Bean

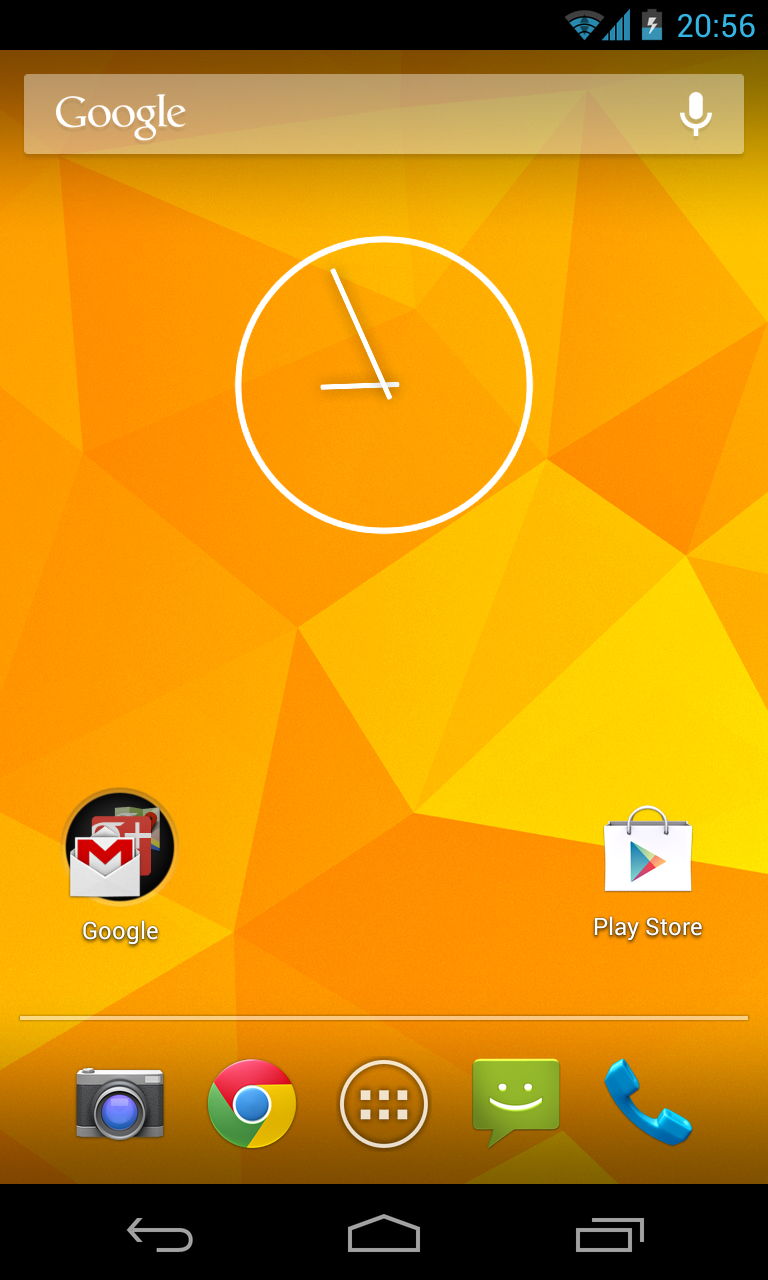
Écran d’accueil d'Android 4.2

Le 27 juin 2012 lors du Google I/O 2012, Google annonce la version 4.1 dénommée Jelly Bean basée sur le noyau Linux 3.0.31 et dont la principale nouveauté est une amélioration des fonctionnalités et des performances de l'interface utilisateur. Les améliorations des performances font partie du Project Butter (Projet Beurre en français) qui utilise le triple buffering, une amélioration de Vsync (en) et une fréquence de rafraîchissement de l'écran porté à 60 FPS afin de rendre l'interface plus fluide. Jelly Bean a été publié à l'Open Handset Alliance le 9 juillet 2012 et le premier appareil à être équipé de Jelly Bean, la tablette Nexus 7 a été commercialisé à partir du 13 juillet 2012 aux États-Unis. Cette mise à jour d'Android comprend :
| Version | API | Date de sortie   | Caractéristiques |
| ------- | --- | ---------------- | --- |
| 4.1     | 16  | 9 juillet 2012   | - Interface utilisateur plus fluide : - Synchronisation Vsync dans tous les dessins et animations effectuées par le framework Android, y compris le rendu des applications, les évènements liés au tactiles, de la composition et du rafraîchissement de l'écran - Triple buffering - Amélioration de l'accessibilité - support amélioré des langues utilisant une écriture se lisant de droite à gauche - Tables de clavier installées par l'utilisateur - Notifications extensibles - Possibilité de désactiver les notifications sur une application en particulier - Les raccourcis et les widgets peuvent être automatiquement réorganisées ou re-dimensionnées pour permettre l'ajout de nouveaux raccourci sur l'écran d'accueil - Transfert de données Bluetooth vers Android Beam - Recherche vocale hors-ligne - Nouvelle interface pour les tablettes à petits écrans reprise de l'interface smartphone, la Nexus 7 est la première à inaugurer cette nouvelle interface - Recherche vocale améliorée - Application appareil photo améliorée - Photos des contacts en haute résolution sur Google+ - Application Google Search remplacée par Google Now, un assistant personnel intelligent comparable à Siri - Son multi-canal - USB audio (pour les cartes son externes CNA) - Chaînage audio (également connu sous le nom de Lecture sans blanc ou Gapless playback), - Le navigateur de base est remplacé par Google Chrome sur les appareils où Jelly Bean est pré-installé d'origine - Possibilité d'ajouter les widgets depuis le tiroir d'applications depuis un écran d'accueil alternatif sans avoir à rooter l'appareil |
| 4.1.1   | 16  | 23 juillet 2012  | - Correction d'un bug sur la Nexus 7 |
| 4.1.2   | 16  | 9 octobre 2012   | - Apporte la rotation des écrans d'accueil et de verrouillage permettant le mode paysage pour la Nexus 7 - Amélioration des notifications - Hausse des performances, meilleure stabilité et corrections de bugs. |
| 4.2     | 17  | 29 octobre 2012  | - L'application appareil photo est refondue et intègre la fonction « Photo Sphere » qui permet de créer des panoramas à 360° - Ergonomie de la galerie d'image améliorée - Clavier amélioré intégrant la saisie gestuelle ou « Swype (en) » qui permet de taper un mot en reliant les lettres et non plus uniquement en appuyant sur les touches - Amélioration de l'écran de verrouillage avec l'ajout de widgets ou la possibilité de lancer directement l'appareil photo - Amélioration du tiroir de notifications avec l'ajout de la possibilité d'interagir directement avec une application sans l'ouvrir - Ajout de l'écran de veille « Daydream » qui permet d'afficher des informations quand l'appareil est en veille - Support du multi-utilisateur sur les tablettes uniquement. La bascule entre les comptes se fait depuis l'écran de verrouillage - Support de Miracast qui permet de transmettre ce qui est affiché sur le téléphone ou la tablette sur tout appareil connecté en Wi-Fi 802.11n, communément appelé Wi-Fi n. - Amélioration de l'accessibilité : trois doigts pour afficher la totalité de l'écran, panorama et zoom avec deux doigts. Sortie vocale et navigation en mode geste pour les malvoyants - Nouvelle application et widget horloge intégrant une horloge mondiale, un chronomètre et un minuteur - Intégration de nouvelles fonctionnalités dans Google Now comme la possibilité de réserver des billets d'avion, des restaurants ou de faire un suivi de livraison - Ajout du zoom dans Gmail |
| 4.2.1   | 17  | 27 novembre 2012 | - Correction du bug du mois de décembre 2012 dans l'application contacts - Bluetooth : résolution de problèmes, support des manettes de jeux et Joysticks Bluetooth |
| 4.2.2   | 17  | 11 février 2013  | - Amélioration de la stabilité, de l'autonomie et des performances - Résolution de problèmes Bluetooth - Amélioration des « quick settings » via l'ajout des appuis longs et courts - Amélioration de la barre de notification qui affiche maintenant le niveau de progression et le temps restant d’une application en cours de téléchargement - Nouveaux sons lors d'une recharge par induction et en cas de batterie inférieure à 5 % - Ajout d’une liste blanche au débogage USB |
| 4.3     | 18  | 24 juillet 2013  | - Virtual surround (en) Sound - Autocomplètement (Téléphone) - Amélioration de la saisie du texte et du clavier Google - La localisation par le biais du Wi-Fi se faisant par simple activation de celui-ci, il n'est maintenant plus nécessaire d'être connecté à un réseau - Support du Bluetooth SMART (en) (Low Energy) et du Bluetooth AVRCP (en) 1.3 - Ajout de l'OpenGL ES 3.0 - Nouvel onglet : Désactivées dans Paramètres > Applications - Ajout des restrictions de profils pour les tablettes - Simplification de l'assistant d'installation - Changement d'utilisateur plus rapide - Amélioration de Daydream, de Photosphère et de l'Appareil Photo - Ajout de nouvelles langues |
| 4.3.1   | 18  | 3 octobre 2013   | - Correctifs Note: seulement sur Nexus 7 (2013) 4G pour le moment |

### Android 4.4 KitKat

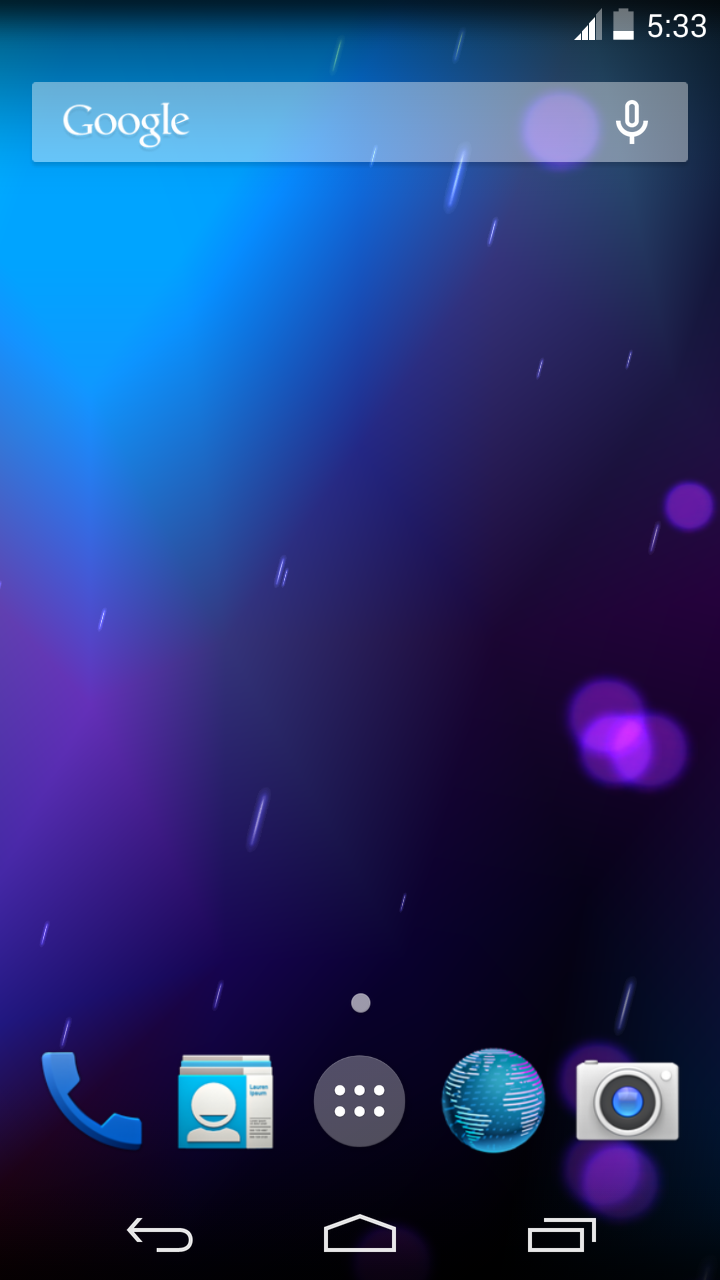
Écran d’accueil d'Android 4.4.2

Le 3 septembre 2013, Google annonce que la version 4.4, portera le nom de KitKat, alors que plusieurs rumeurs annonçaient le nom de Key Lime Pie (tarte au citron vert). Cette version est sortie le 4 novembre 2013, en même temps que le Nexus 5. La version 4.4.2 est sortie le 9 décembre 2013, la version 4.4.3 le 2 juin 2014, et la version 4.4.4 le 20 juin 2014.
Voici la liste des nouveautés : 
- Apparition d'un mode immersif, qui cache la barre de notifications pendant les jeux ou le visionnage d'un film, et qui permet, à la différence des autres versions, de la faire réapparaître en glissant le doigt à partir du bord de l'écran.
- Mise à jour de l'application Téléphone, qui met en place un nouveau design, et qui cherche la personne qui appelle sur Google+ si elle n'est pas dans les contacts.
- Hangouts remplace l'application Messages et centralise les SMS, MMS et appels vidéo.
- Mise à jour du clavier Google, qui ajoute des emojis, en plus d'un changement de design.
- Apparition de Google Cloud Print, qui permet d'imprimer des photos, des documents ou des pages web à distance à partir d'un smartphone ou d'une tablette via une imprimante connectée.
- Compatibilité avec le Bluetooth MAP et avec Chromecast.
- Mise à jour de l'application Téléchargements permettant une meilleure gestion avec de nouvelles options de triage et une nouvelle interface.
- Mise à jour de l'application E-mail avec des dossiers imbriqués, des photos des contacts et une navigation améliorée.
- Nouvelle politique de gestion des cartes mémoires plus restrictive

### Android 5.0 Lollipop
Annoncée le 15 octobre 2014 et sortie le 3 novembre 2014 (avec une partie des fonctionnalités dévoilées lors de la Google I/O 2014 sous le nom de code Android L), Android 5.0 Lollipop est une évolution majeure d'Android qui propose de nombreuses modifications et nouveautés, et qui étend sa disponibilité sur de nouveaux supports tels que la télévision, la voiture ou les montres connectées.
Android Lollipop est proposée dès sa sortie sur les appareils Nexus, notamment les Nexus 6, 9 et Player qui sont disponibles dès le 3 novembre 2014, et ceux qui sont certifiés Google Experience Edition.
Voici la liste des principales nouveautés :
- Refonte totale de l'interface graphique avec un nouveau design nommé Material Design
- Nouveau moteur d'exécution ART qui compile les applications dès leur installation plutôt que la compilation JIT de Dalvik
- Projet Volta qui permet d'optimiser la consommation d'énergie et de gagner en autonomie
- Amélioration du système de notifications
- Activation par défaut du chiffrement des données utilisateur
- Disponibilité d'Android TV et Android Auto
- Sur certains appareils les notifications en double se regroupent dans la barre d'état

### Android 6.0 Marshmallow
C’est fin mai 2015, lors de la Google I/O, que la firme de Mountain View a dévoilé les détails sur Android 6.0 (alias Android Marshmallow). La version grand public a été quant à elle déployée au courant du troisième trimestre 2015, en même temps que la sortie du Nexus 5X et du Nexus 6P.
Voici les nouveautés d'Android 6.0 :
- Réorganisation du gestionnaire des permissions
- Barre d’action rapide pour tablette
- Intégration Option informations
- Lancement Google Now en débloquant l’écran d’accueil Option dédié Google Now on Tap
- Possibilité désinstallation application Native
- Information application barre d’état
- Support de la norme MIDI (connection)
- Intégration de "Adoptable Storage" qui permet d'utiliser une carte microSD comme stockage interne[69]

### Android 7.0 Nougat
Google annonce la première Developer Preview d'Android 7.0, alias Nougat, le 10 mars 2016, alors que généralement, les premières Developer Preview des futures versions d'Android sont diffusées après chaque Google I/O. En 2016, Android Nougat (précédemment appelé Android N avant de recevoir un nom définitif) a eu droit à sa première Developer Preview le 10 mars pour être finalisé au mois d'Août, coïncidant avec la sortie du LG V20, qui fut le premier terminal Android (avant Google) à être commercialisé sous la nouvelle version du système d'exploitation.
Android 7.0 fut rapidement suivi d'une version 7.1, version qui équipe les smartphones de la nouvelle gamme Google Pixel dès leur sortie.
Depuis la sortie d'Android Nougat, Google a modifié le rythme de mises à jour en passant aux mises à jour trimestrielles, afin de sortir une nouvelle version du système chaque trimestre. Ceci complète le dispositif des mises à jour mensuelles de sécurité mis en place depuis l'affaire de la faille de sécurité Stagefright à l'été 2015.
Les nouveautés d'Android Nougat sont :
- Intégration finale du multi-fenêtre
- Refonte du centre de notification et possibilité de modifier les actions rapides
- Améliorations pour "Doze"
- Double partition système (A/B) pour pouvoir faire les mises à jour en arrière-plan
- Mode sombre
- Ajout d'un bouton Tout effacer dans le multi-tâches
- Raccourcis des applications directement à partir du lanceur (nécessite Android 7.1 ou plus avec l'interface Pixel Launcher ou un lanceur alternatif compatible)
- Passage aux mises à jour trimestrielles
- Arrivée de Google Assistant (sur Google Pixel, Google Pixel XL et terminaux compatibles uniquement, nécessite Android Marshmallow ou plus. Disponible seulement aux États-Unis, au Royaume-Uni, au Canada et en Allemagne, la disponibilité a par la suite été étendue à d'autres pays)

### Android 8.0 Oreo

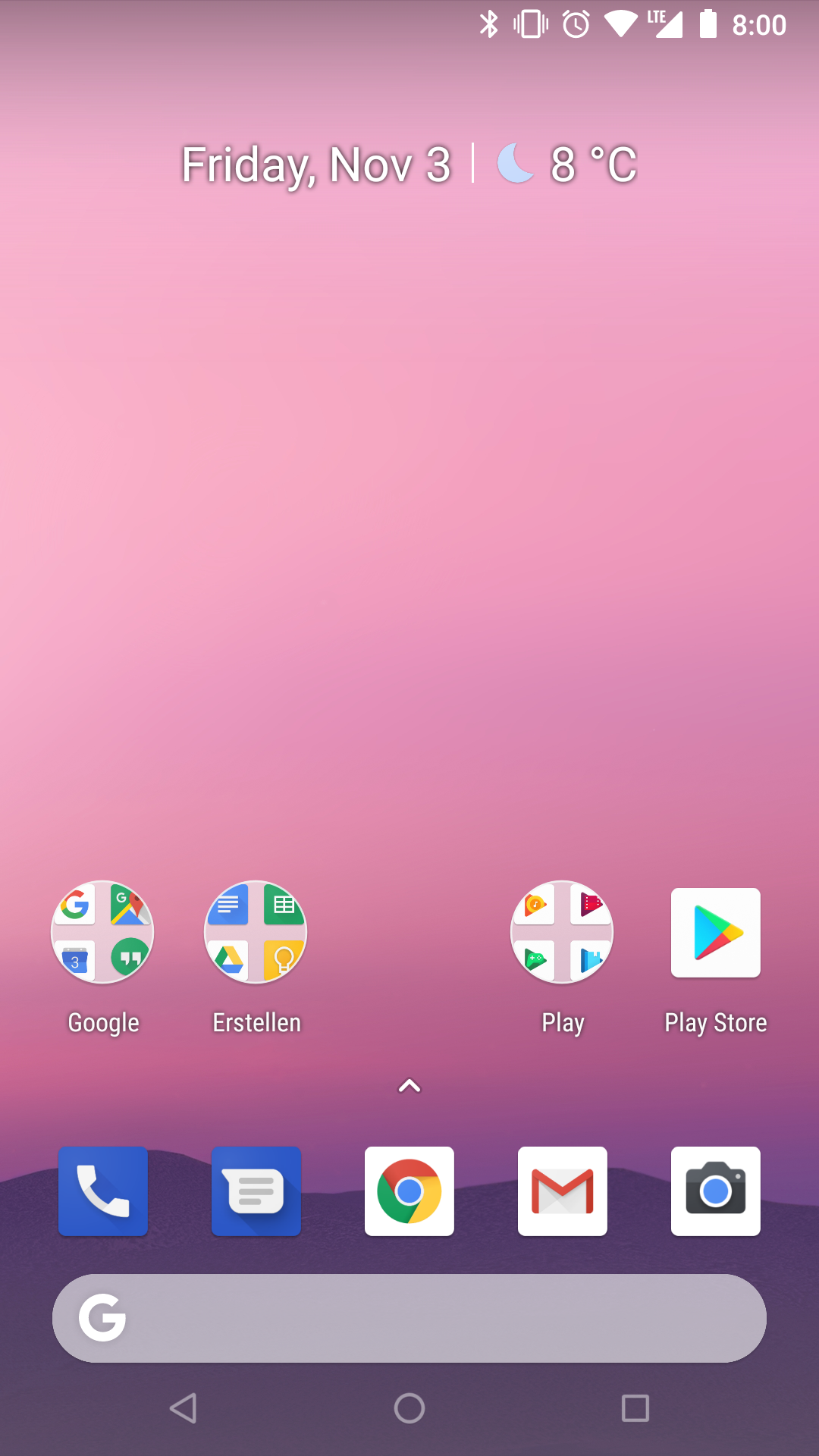
Écran d'accueil d'Android 8.1.0

Version sortie le 21 août 2017, dernière version mineure 8.1.0 sortie le 5 décembre 2017.
Cette version porte le nom de la marque de biscuits Oreo.
Les nouveautés d'Android Oreo sont :
- Limite d'applications en arrière-plan
- Limite d'utilisation de la localisation
- Nouvelle stratégie d'optimisation de la batterie, économiseur de batterie amélioré
- Démarrage plus rapide, notamment sur la gamme d'appareils Pixel de Google
- Remplissage automatique des formulaires intégré au système pour les navigateurs web
- Possibilité de superposer des applications et d'utiliser certaines applications en même temps, comme Messages ou Google Duo
- Mise à jour de l'écran d'accueil de base avec la possibilité de badges d'applications
- Mise à jour des émojis avec une forme plus moderne

### Android 9.0 Pie
Google annonce cette nouvelle version le 7 mars 2018, et publie une Developer Preview simultanément. La deuxième Developer Preview, considérée comme une version bêta, sort le 4 mai. Une nouvelle bêta sort le 6 juin. La troisième bêta est dévoilée le 2 juillet, et la cinquième et dernière preview sort le 25 juillet.

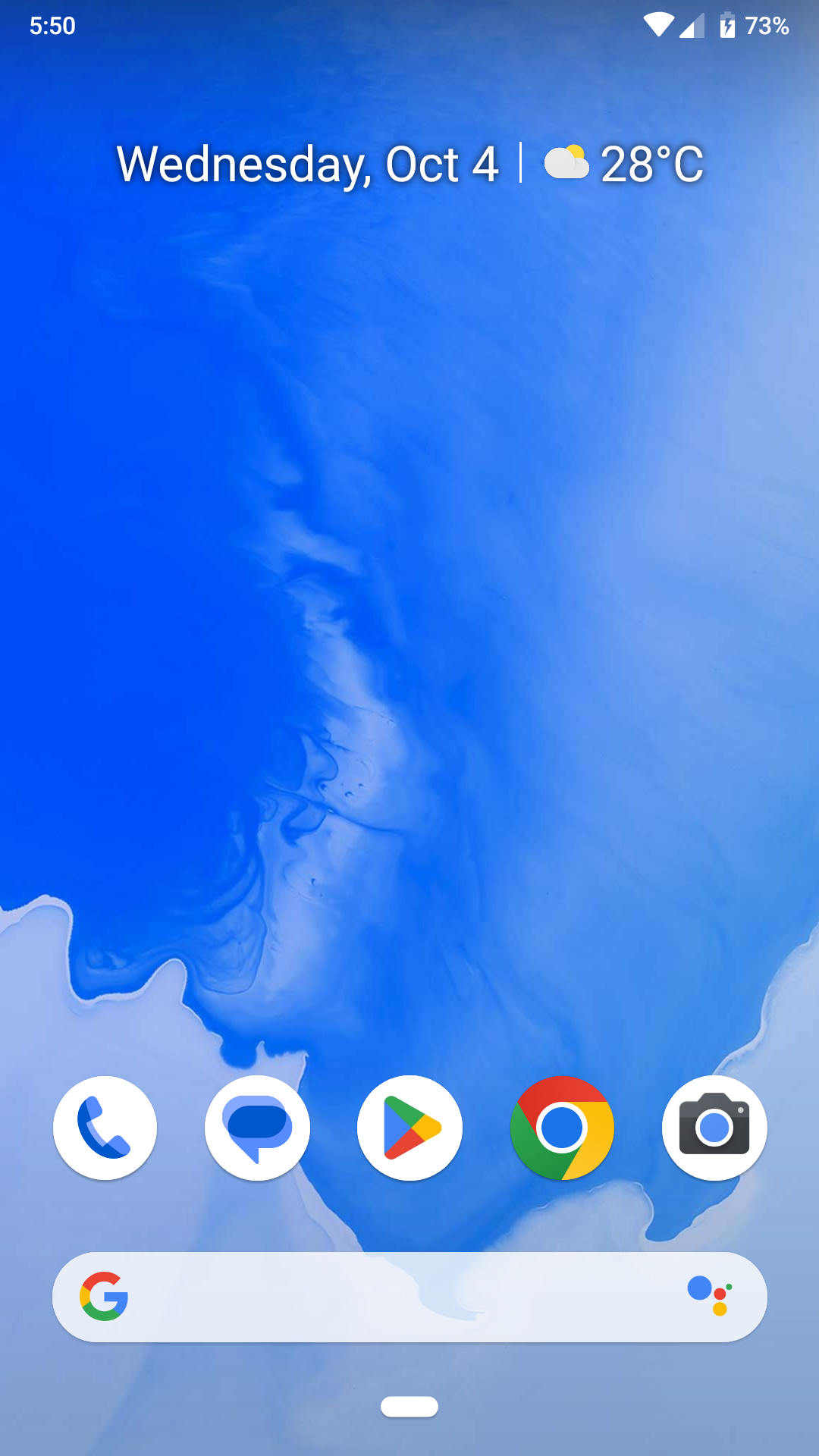
Écran d'accueil d'Android Pie

Le système sort officiellement le 6 août 2018. À sa sortie, il est disponible sur Google Pixel et Essential Phone.

### Android 10 Q
Version sortie le 3 septembre 2019.

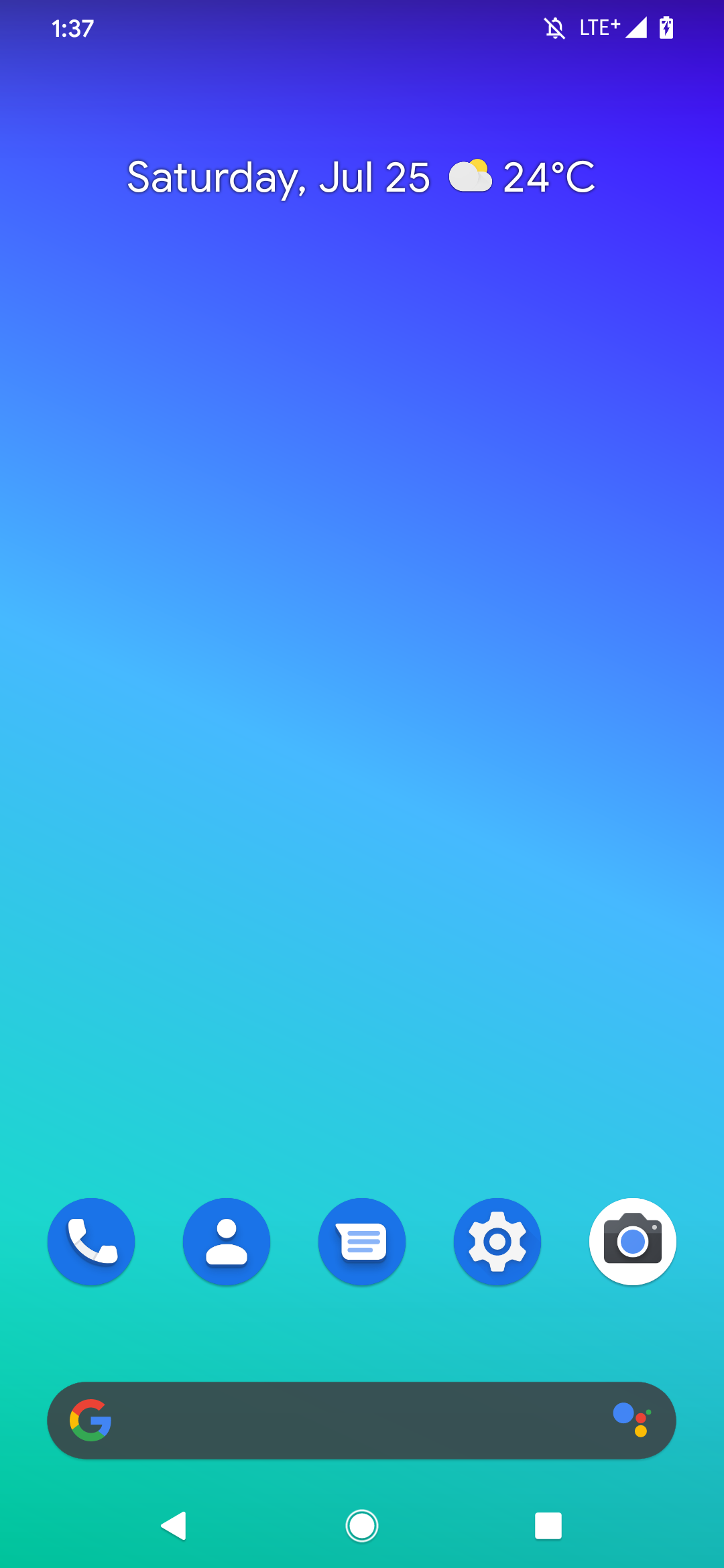
Écran d'accueil d'Android 10

Les fonctionnalités d'Android 10 (nom de code Q en interne durant le développement) sont : le boost de la RAM (exclusivement sur les smartphones de la marque chinoise OnePlus), un nouveau support des sous-titres pour les sourds et mal-entendants, de nouvelles options de personnalisation et de bien-être numérique, un système de permissions et de confidentialité amélioré, les bulles de notification, l'intégration d'un outil d'enregistrement de l'écran.
Android 10 inclut également une refonte plus profonde du mode sombre désormais intégré en version finalisée (s'étendant aux applications, aux sites Web et à l'échelle du système), de nouveaux gestes de navigation, un accès direct à la gestion de son compte Google via les Paramètres, un menu de partage revu, les paramètres système flottants dans les applications, un format de profondeur dynamique pour les photos, un nouveau mode bureau inspiré du Samsung DeX, le temps restant de la batterie dans les réglages rapides et la possibilité de connexion par QR code à un réseau Wi-Fi.
Les contrôleurs multimédias bénéficient d'une prise en charge améliorée avec une API MIDI intégrée, ainsi que les intégrations du codec vidéo AV1, du format vidéo HDR10 + et du codec audio Opus, et le système supporte maintenant les appareils pliables comme le Samsung Galaxy Fold ou le Huawei Mate X, ainsi que le réseau 5G dans certains pays. En parallèle, les applications bénéficient d'une meilleure intégration des lecteurs biométriques.
Les mises à jour de sécurité et du système se font maintenant via le Google Play Store, un nouveau pas dans la lutte de Google contre la fragmentation d'Android.

### Android 11 R
Android 11 est la onzième version majeure du système d'exploitation Android. Il a été annoncé pour la première fois par Google le 19 février 2020, et la première version de développement est sortie le même jour,.
Le lancement de la version bêta d'Android 11 a été reporté du 3 juin 2020 au 10 juin 2020.
Version sortie le 8 septembre 2020. Nom de code Red Velvet Cake en interne durant le développement.

### Android 12 S
Android 12 est la douzième version majeure du système d'exploitation Android. Elle a été annoncée pour la première fois par Google le 18 février 2021, et la première version de développement a été publiée le même jour,.
Android 12 propose une nouvelle interface aux couleurs personnalisables, plus simplement appelée : Material You.
Material You est une importante mise à jour de Material Design.
Google veut laisser les commandes à l’utilisateur avec des possibilités de customisation quasi infinies.
Avec cette version, Google améliore l'interface des paramètres, ainsi que d'une modification majeure sur le centre de notification.
Version sortie le 4 octobre 2021. Nom de code Snow Cone en interne durant le développement.

### Android 13 T
Android 13 est la treizième version majeure du système d'exploitation Android. Elle a été annoncée dans un article de blog d'Android le 10 février 2022, et la première version de développement a été publiée le même jour pour certains modèles Google Pixel.
Version sortie le 15 août 2022. Nom de code Tiramisu en interne durant le développement.

### Android 14 U
Google a annoncé Android 14 le 8 février 2023 avec la première version de développement sortie le même jour.
Cette version introduit un blocage des vieilles applications Android, elles doivent obligatoirement avoir été développées avec le SDK Android en version 6 ou plus récent pour être installées.
Version sortie le 4 octobre 2023. Nom de code Upside Down Cake en interne durant le développement.

### Android 15 V
Android 15 est la quinzième version majeure du système d’exploitation Android développé par Google. Elle a été annoncée le 16 février 2024, avec la sortie simultanée de la première Developer Preview. La première version bêta publique a été lancée le 11 avril 2024.
Le code source a été publié dans l’AOSP le 3 septembre 2024 et le déploiement officiel a commencé le 15 octobre 2024 sur les appareils Google Pixel.
Android 15 introduit plusieurs nouvelles fonctionnalités majeures, centrées sur la sécurité, l’ergonomie et la compatibilité avec de nouveaux formats matériels.
Parmi les nouveautés notables :
- Introduction de l’espace privé, un environnement sécurisé permettant de masquer des applications sensibles à l’aide d’un second verrouillage.
- Amélioration du système de sécurité, avec le verrouillage intelligent contre le vol, qui utilise des algorithmes pour détecter des mouvements suspects et verrouiller automatiquement l’appareil.
- Prise en charge du partage d’écran partiel, permettant d’enregistrer ou de diffuser uniquement une application spécifique au lieu de l’écran complet.
- Appairage d’applications : possibilité d’enregistrer des paires d’applications pour les lancer ensemble en mode écran partagé, surtout utile pour les tablettes et appareils pliables.
- Support natif des messages satellites, permettant d’envoyer des messages texte sans connexion réseau en cas d’urgence.
- Prise en charge des pages mémoire 16 Ko, exigée pour les nouvelles applications à partir du 1er novembre 2025, ce qui améliore les performances et l’efficacité énergétique.
- Fonction Refroidissement des notifications, qui réduit le volume ou la fréquence des notifications répétitives.

Android 15 impose aussi de nouvelles contraintes en matière de compatibilité : les applications ciblant un niveau d’API inférieur à 24 (Android 7.0 Nougat) ne peuvent plus être installées, même en dehors du Play Store.

Version initiale publiée le 15 octobre 2024. Nom de code Vanilla Ice Cream en interne durant le développement.

## Galerie comparative

### Smartphones

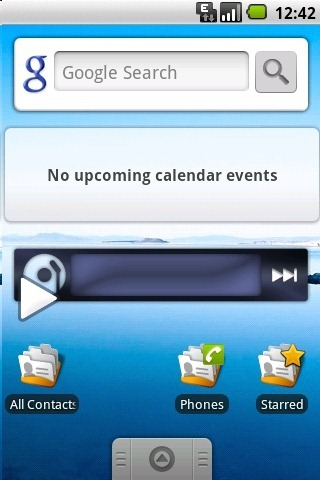
Android 1.5 : Cupcake
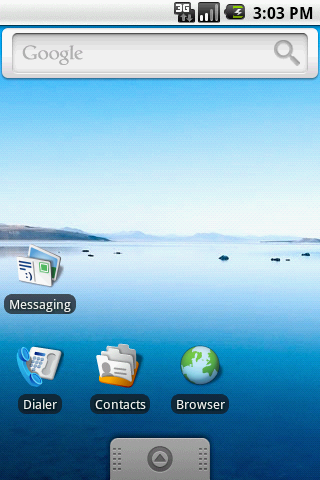
Android 1.6 : Donut
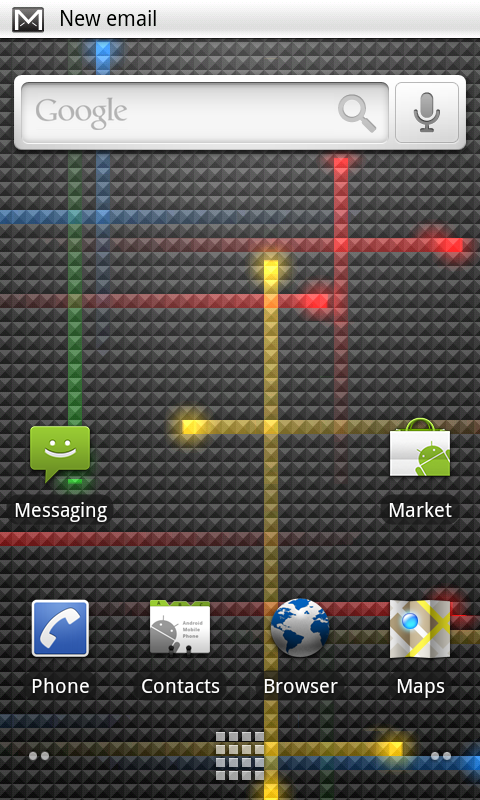
Android 2.1 : Eclair
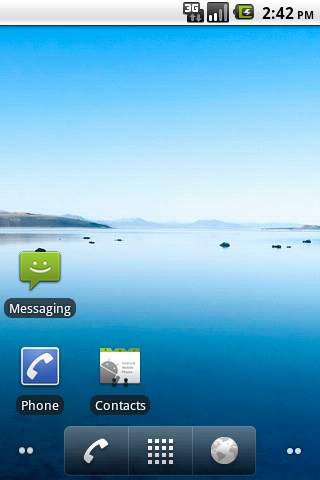
Android 2.2.x : Froyo
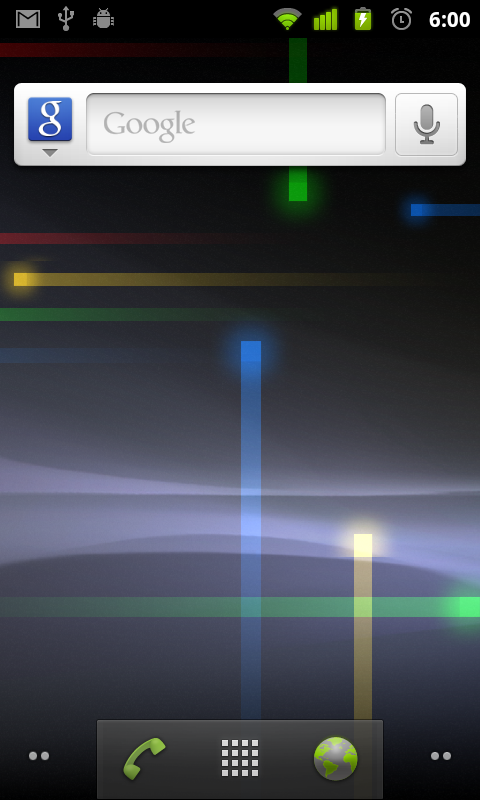
Android 2.3.x : Gingerbread

### Tablettes

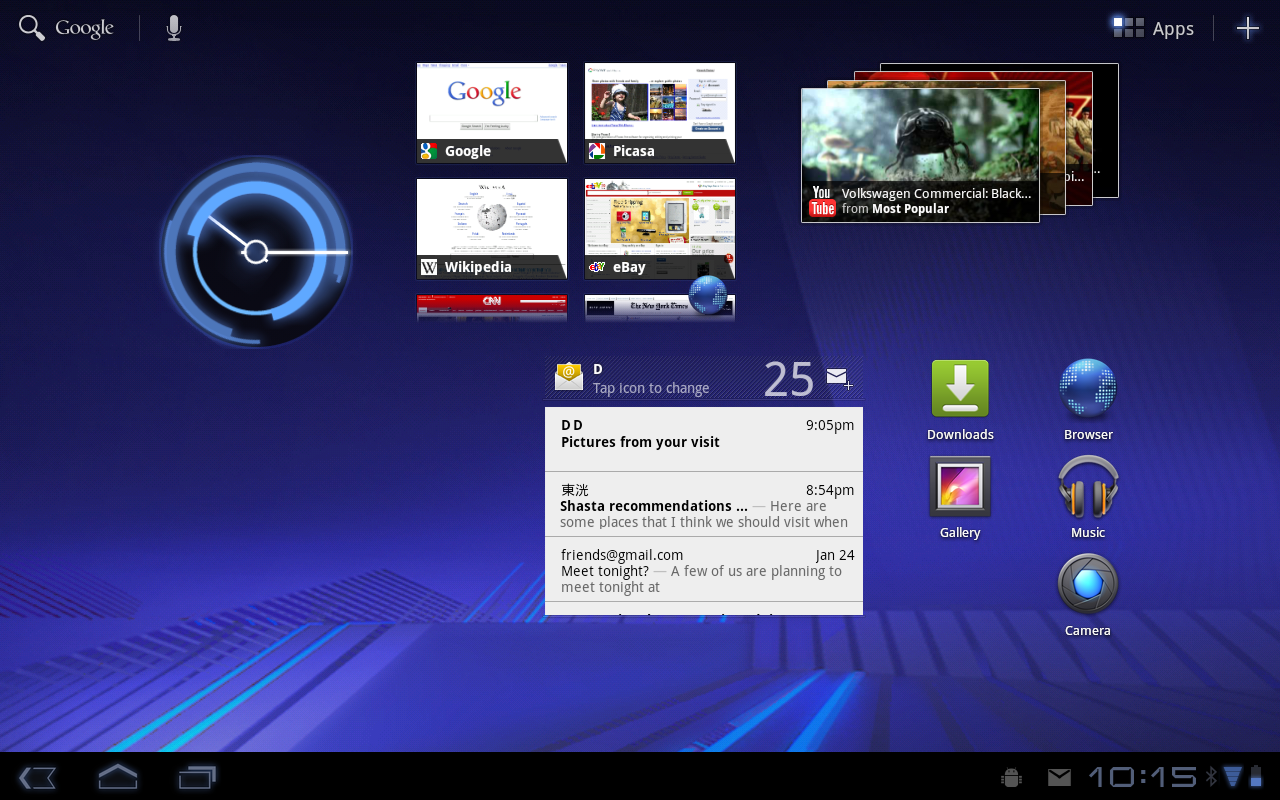
Android 3.x.x : Honeycomb

### Smartphones et tablettes

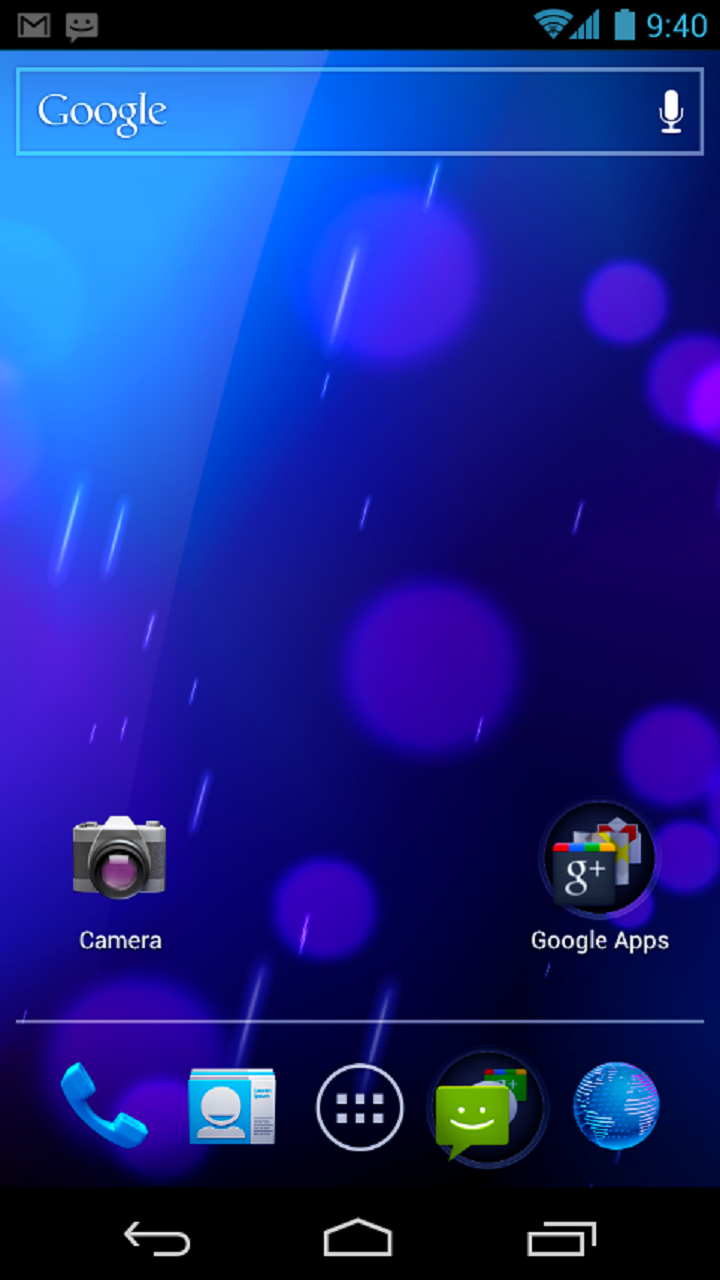
Android 4.0.x : Ice Cream Sandwich
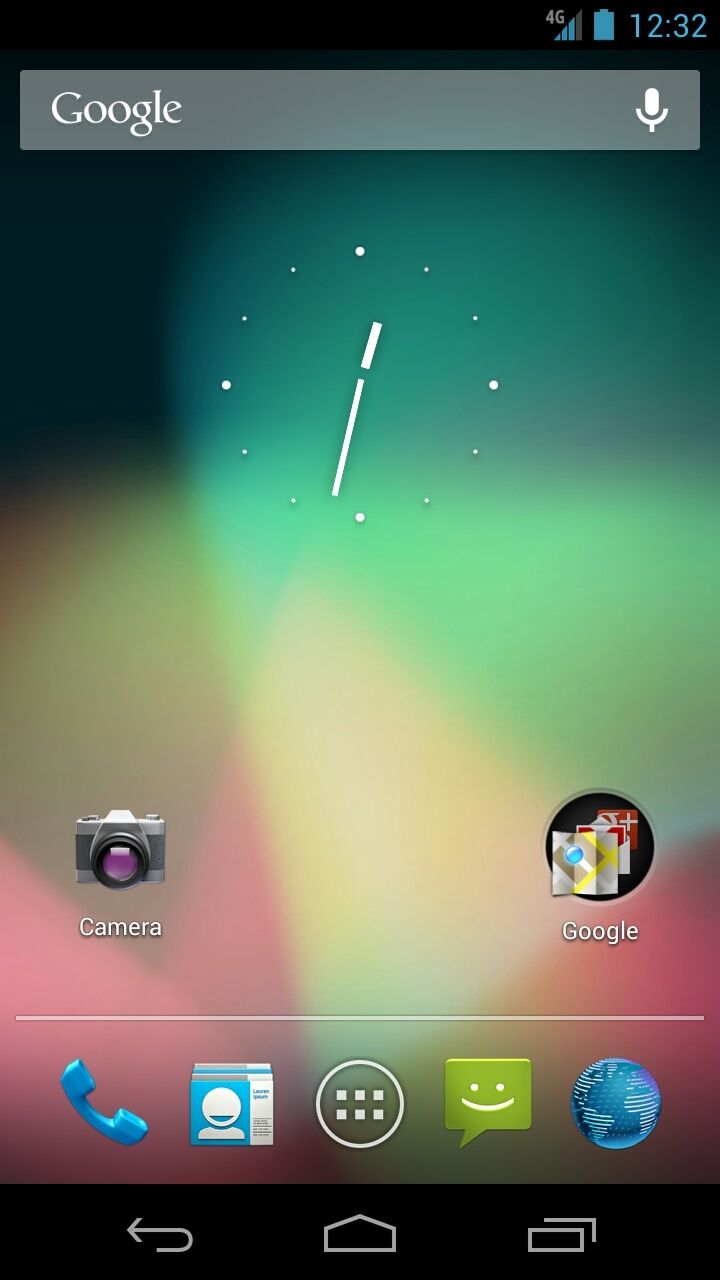
Android 4.1.x : Jelly Bean
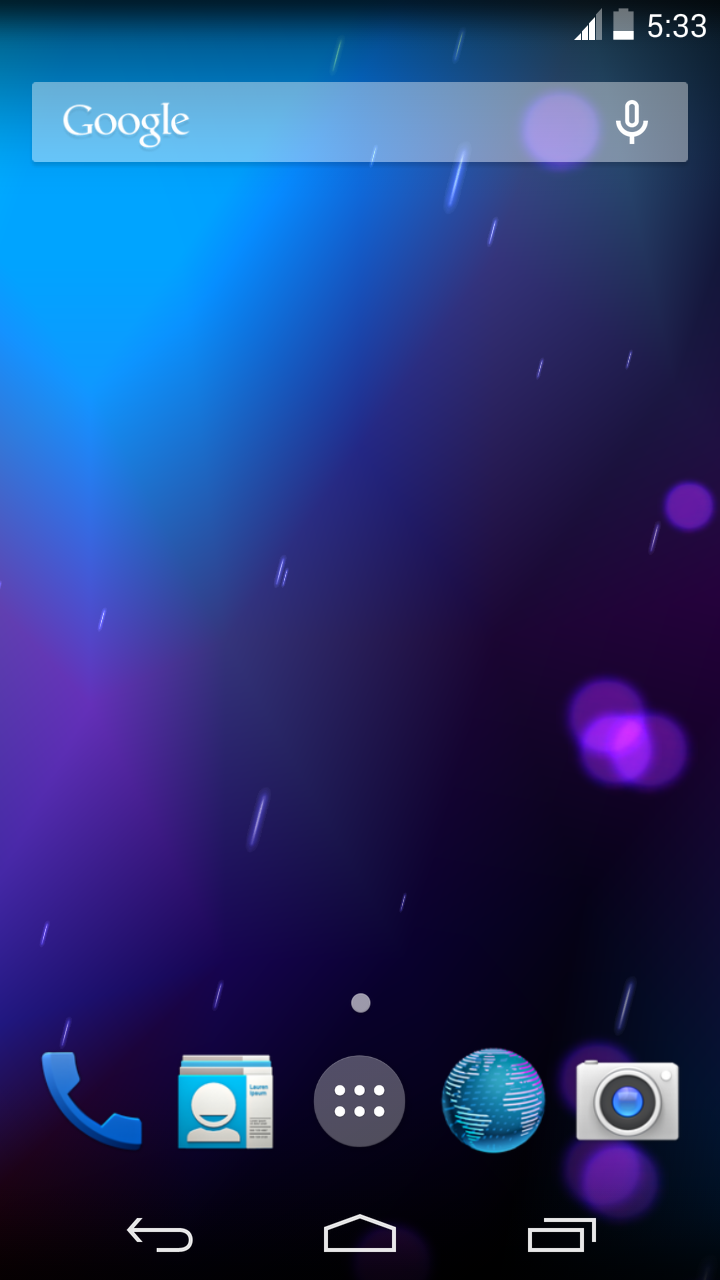
Android 4.4.x : KitKat
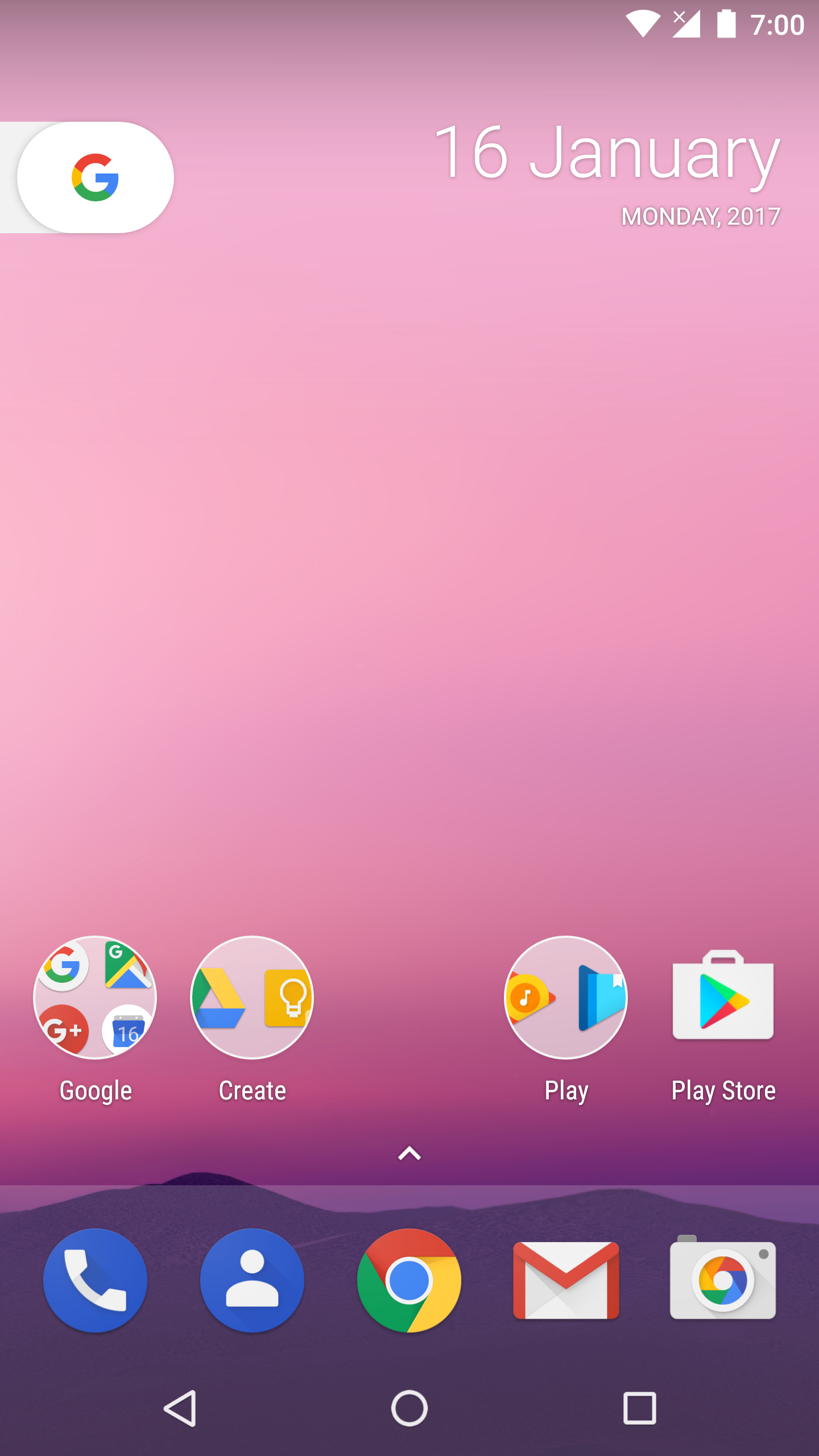
Android 7 : Nougat
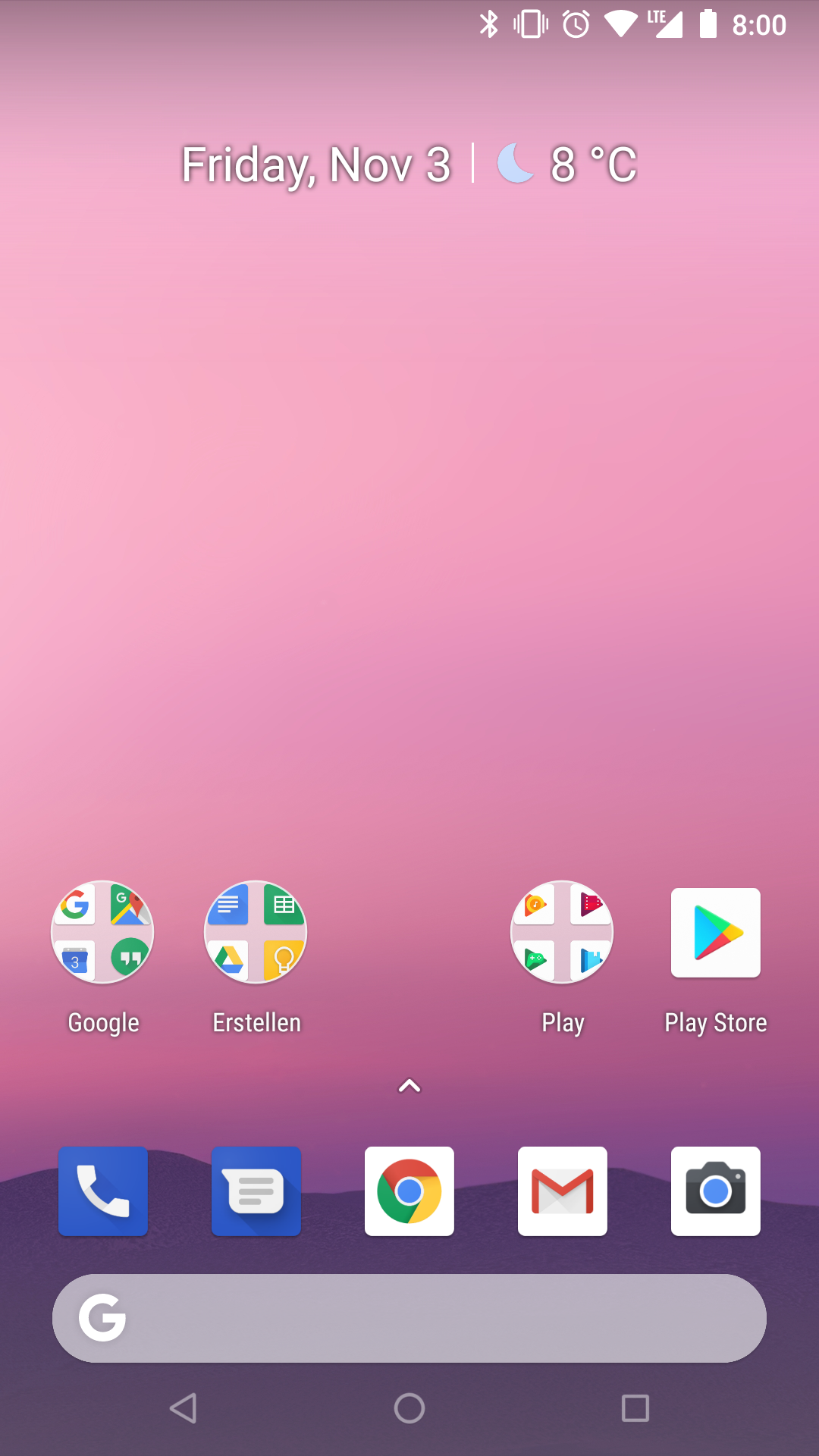
Android 8 : Oreo
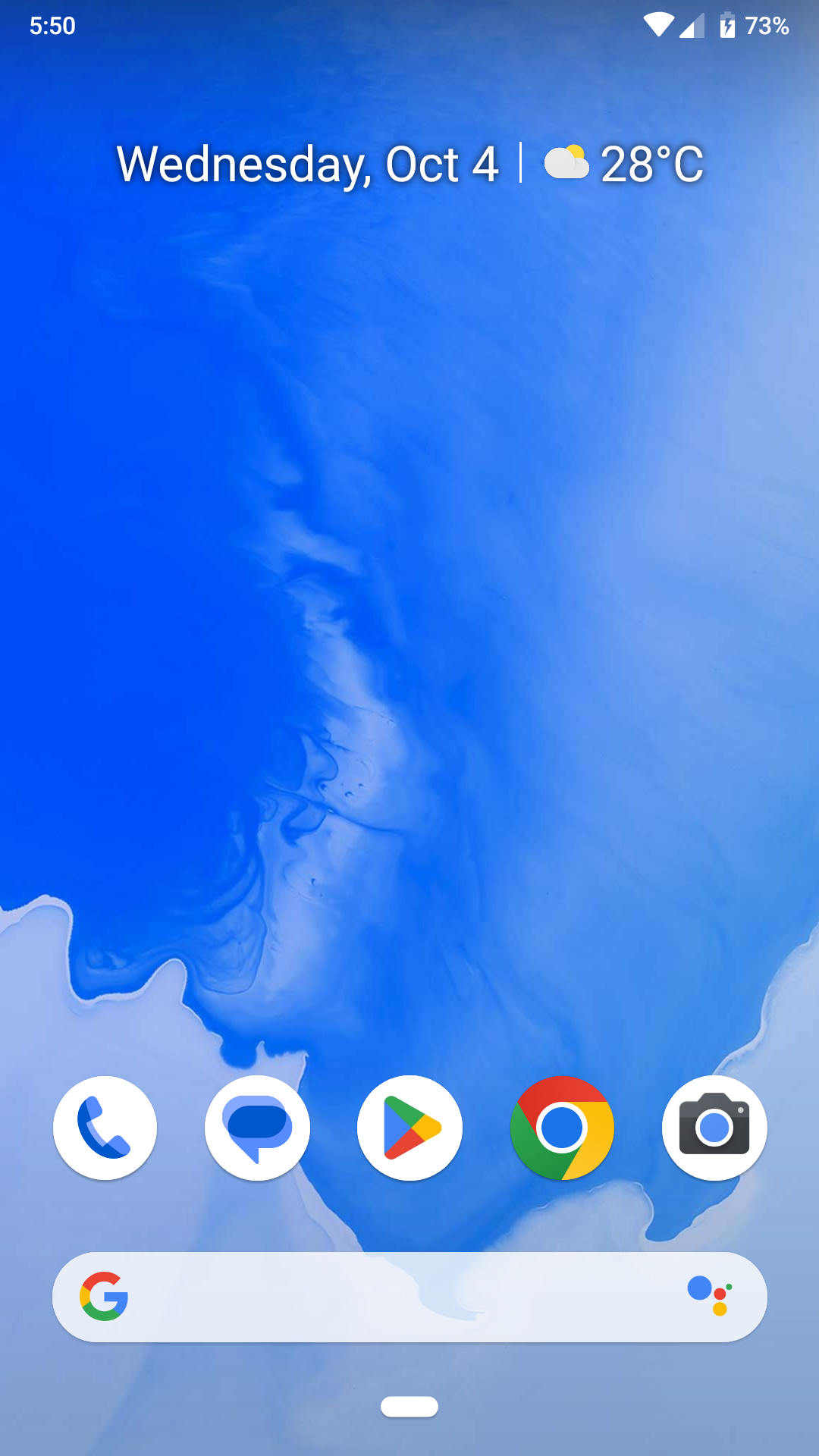
Android 9.0 : Pie
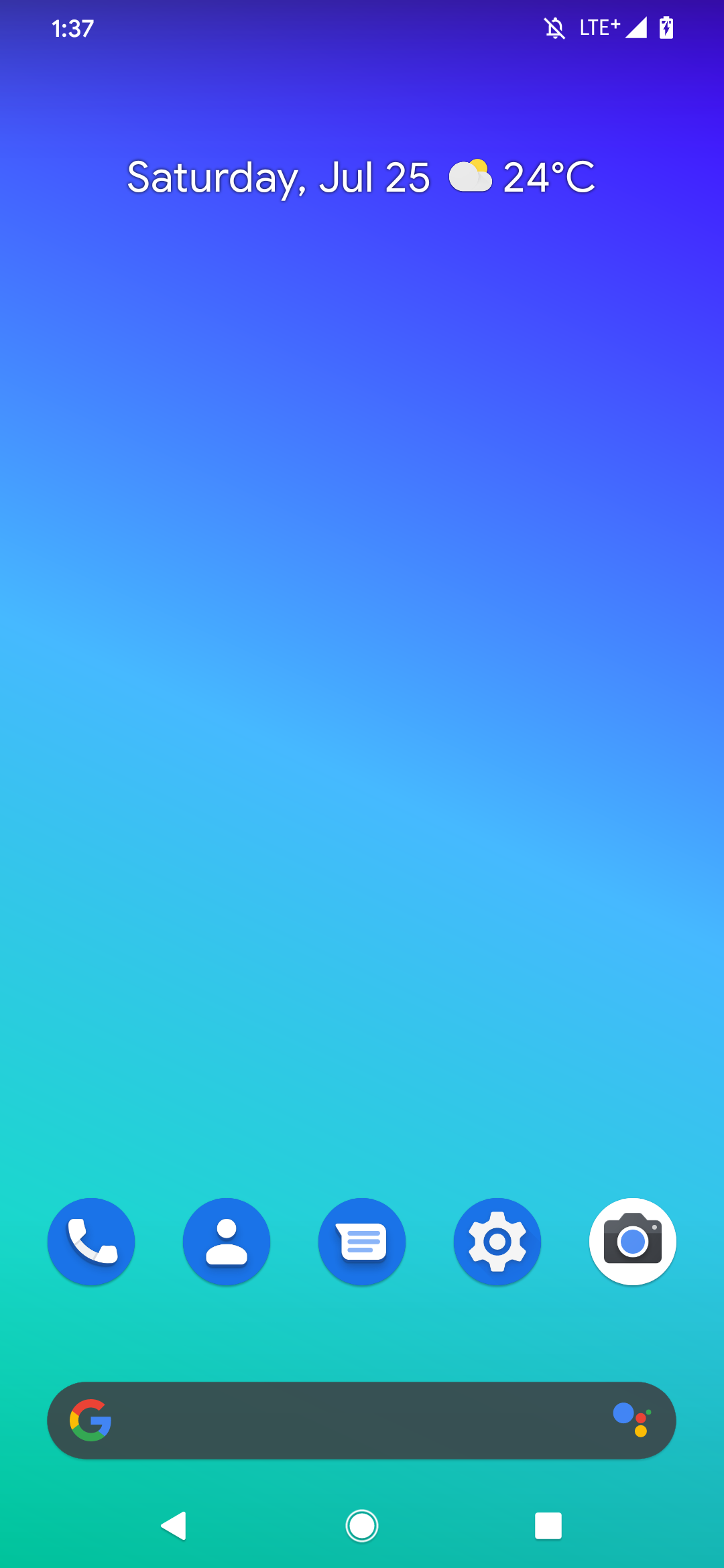
Android 10
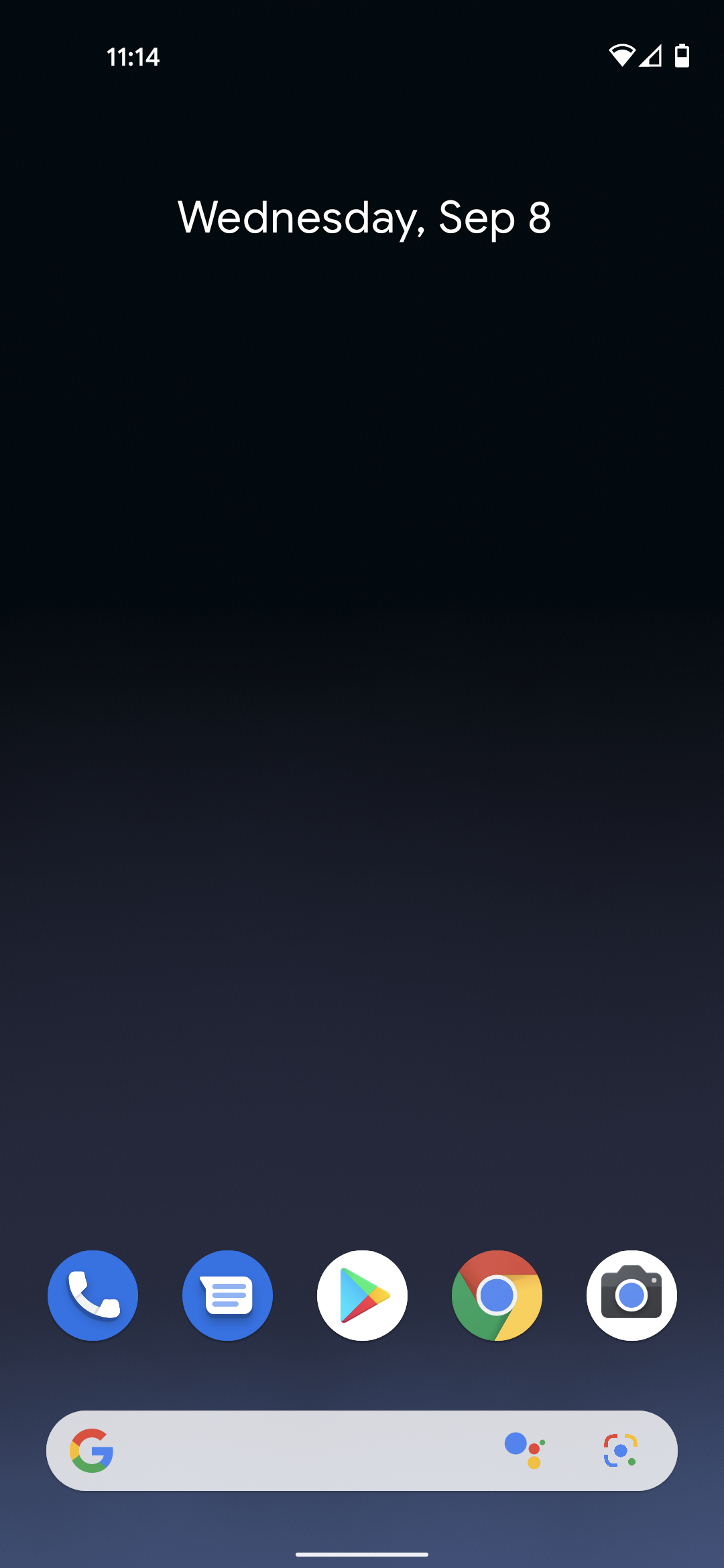
Android 11